# Tempio della Valle degli Spiriti
Il Tempio della Valle degli Spiriti (灵谷寺S, Línggǔ-sìP) è un tempio buddista di Nanchino, Jiangsu, Cina. 
Il tempio è stato descritto come "il più bel tempio buddista al mondo".
Oggi è circondato da un grande parco in cui sorgono anche altre costruzioni, infatti ci si riferisce ad esso anche come Complesso della Valle degli Spiriti.

## Storia
Il tempio fu costruito, la prima volta, nel 515 durante la dinastia Liang (502-557). In un primo momento era collocato ai piedi del versante nord-orientale delle Montagna Purpurea, nel luogo dove ora sorge il Mausoleo di Ming Xiaoling. 
L'imperatore Hongwu della dinastia Ming (1368–1644) decise che questo sarebbe stato il posto dove sarebbe sorto il suo mausoleo e quindi il tempio venne ricostruito, a partire dal 1381, nel sito attuale. Il tempio copriva una superficie di oltre 300.000 metri quadrati. In seguito venne distrutto in una guerra durante il regno di Xianfeng della dinastia Qing (1644–1911) e ricostruito sotto l'imperatore Tongzhi (1856-1875).
Nel tempio, sono conservate ed adorate, reliquie di Buddha, bodhisattva e del monaco Xuánzàng.

### Sala Wuliang

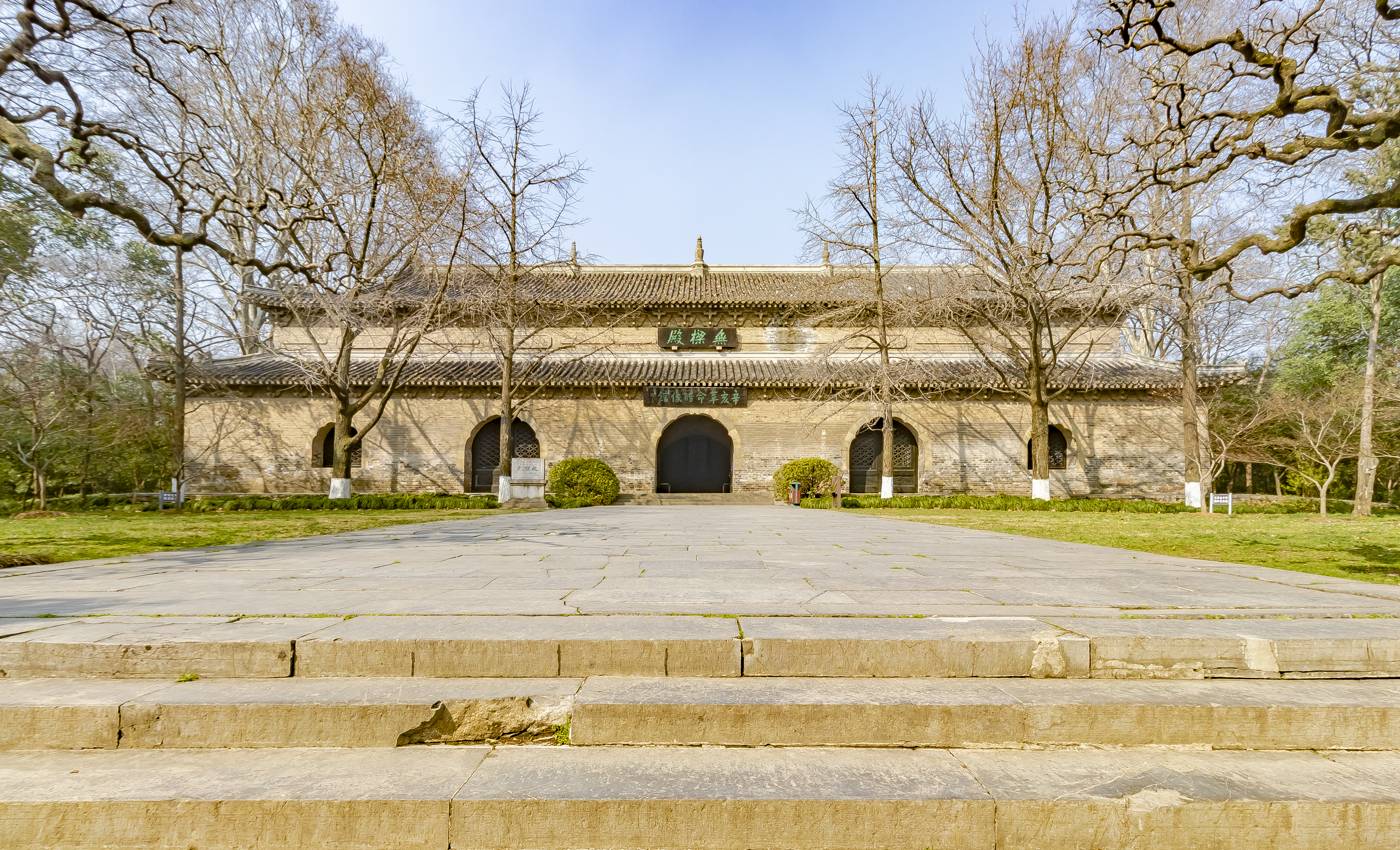
Sala Wuliang

La sala Wuliang, è stato costruito nel 1381, ed è alta 22 metri e larga 54. La sala è celebre per le sue tecniche architettoniche particolari. Ha tre grandi arcate sui lati anteriore e posteriore e l'intera struttura è stata realizzata solo con mattoni, senza l'utilizzo di un pezzo di legno o di un chiodo. Quindi è stata chiamata Wuliang che significa "senza struttura". originariamente la sala custodisse l'Amitābha (il Budda della luce Infinita), il cui nome, in cinese è simile a "Wuliang". in seguito, nel 1928, la sala venne trasformata in un memoriale per i soldati che avevano perso la loro vita nella Spedizione del Nord (1926–1928), vi sono custoditi i resti di più di 30.000 soldati.

### Pagoda

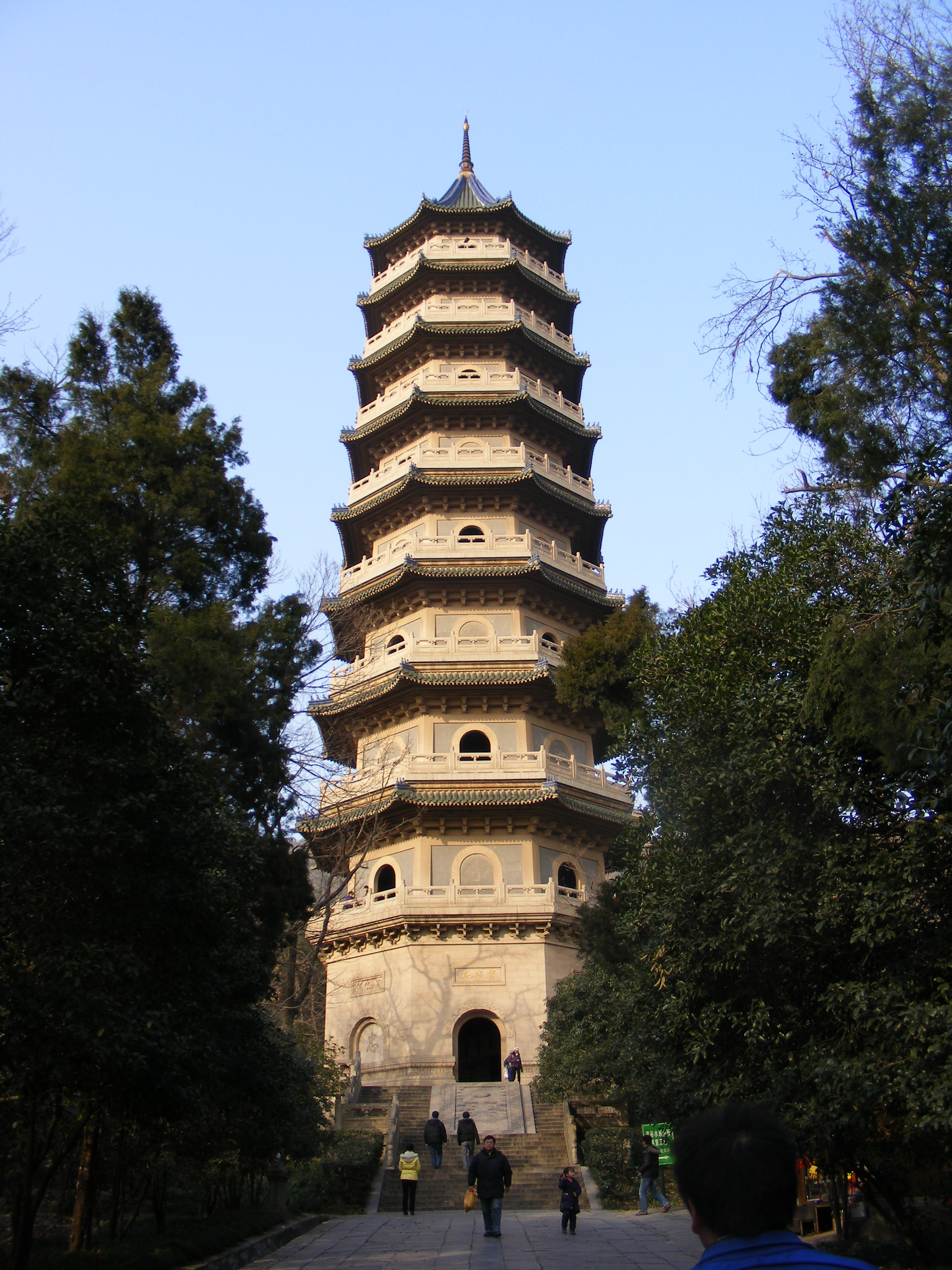
La pagoda

La Pagoda venne costruita nel 1929 come un segno di riconoscenza per i soldati morti. Si compone di 9 piani ed è alta 60,5 metri; brani di Sun Yat-sen ed epigrafi di Chiang Kai-shek erano riportate all'interno.
Nel tempio, è conservato anche una tavola contenente una rappresentazione di Baozhi, dipinto dal celebre pittore Wu Daozi (680–760), una poesia scritta da Li Bai, un poeta dell'epoca Tang (618-907), alcuni caratteri calligrafici vergati da Yan Zhenqing, il più celebre calligrafo della dinastia Tang. Poiché i tre erano tutti maestri nel loro campo durante la dinastia Tang, la tavola è chiamata le Tre Superbe Tavole. Purtroppo, la tavola originale venne distrutta durante la guerra, quella attuale è un duplicato, fatto durante il regno dell'imperatore Qianlong della dinastia Qing.

## Galleria d'immagini

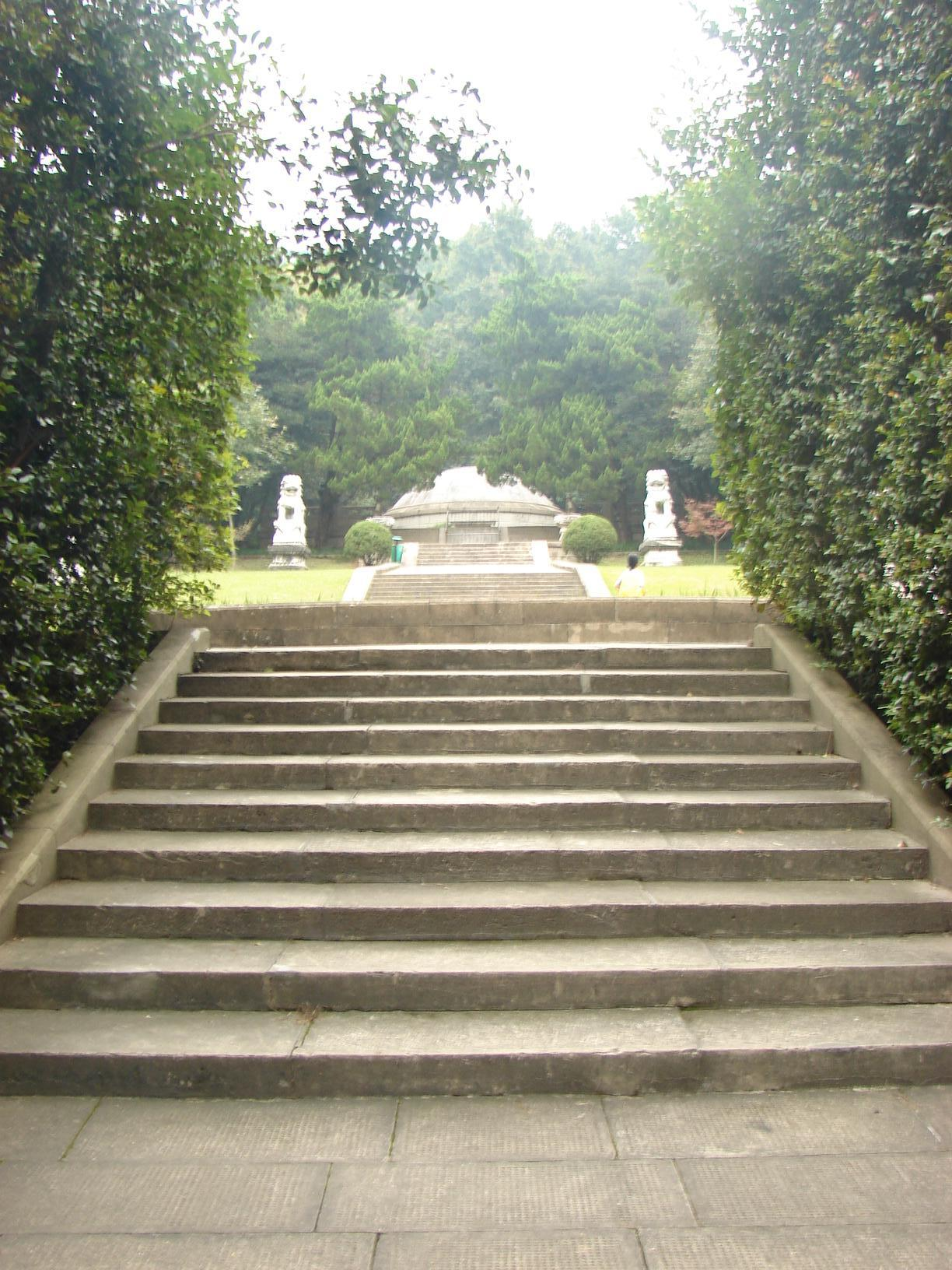
Tomba di Tan Yankai
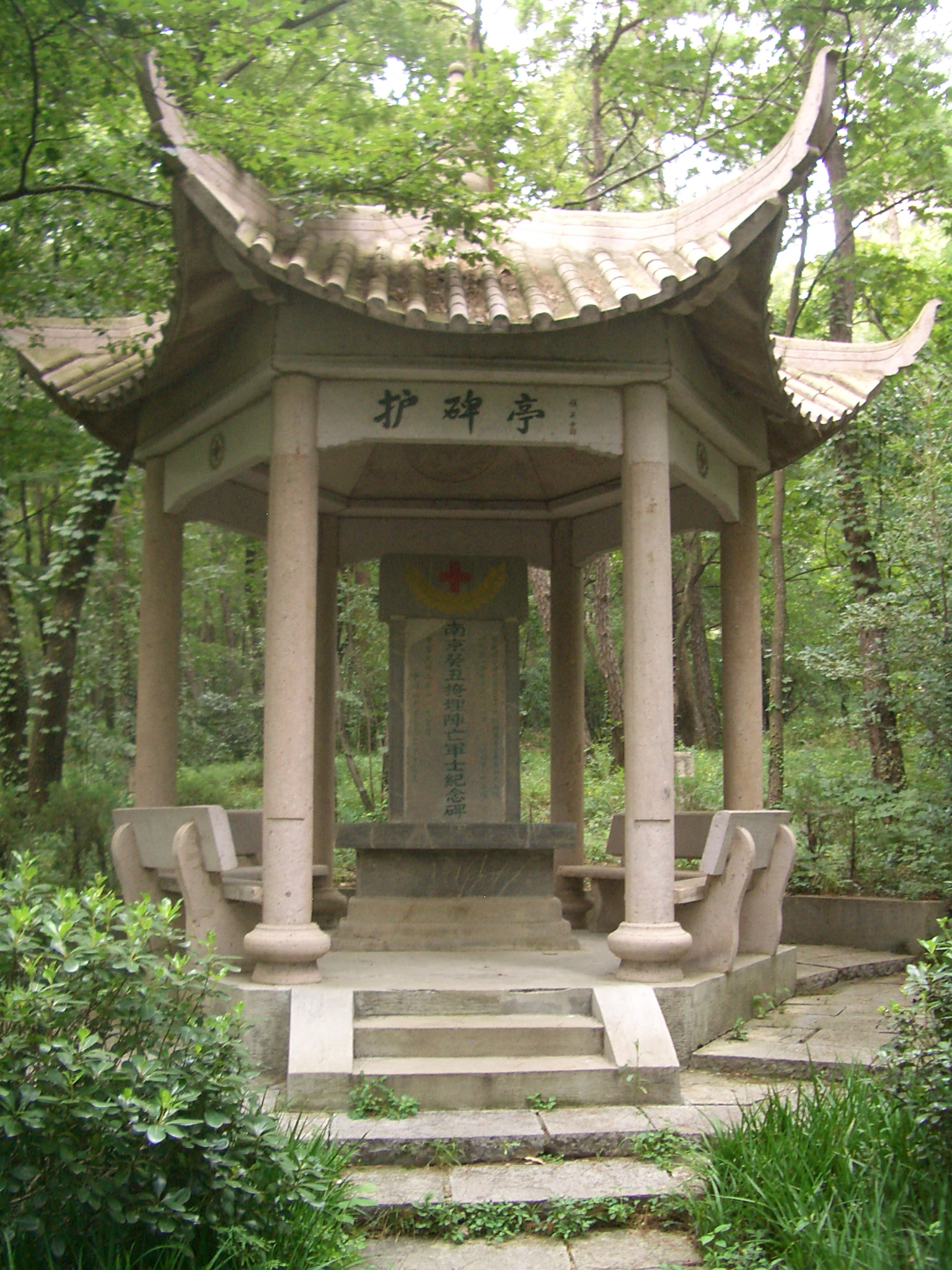
Gazebo vicino alla Pagoda Linggu
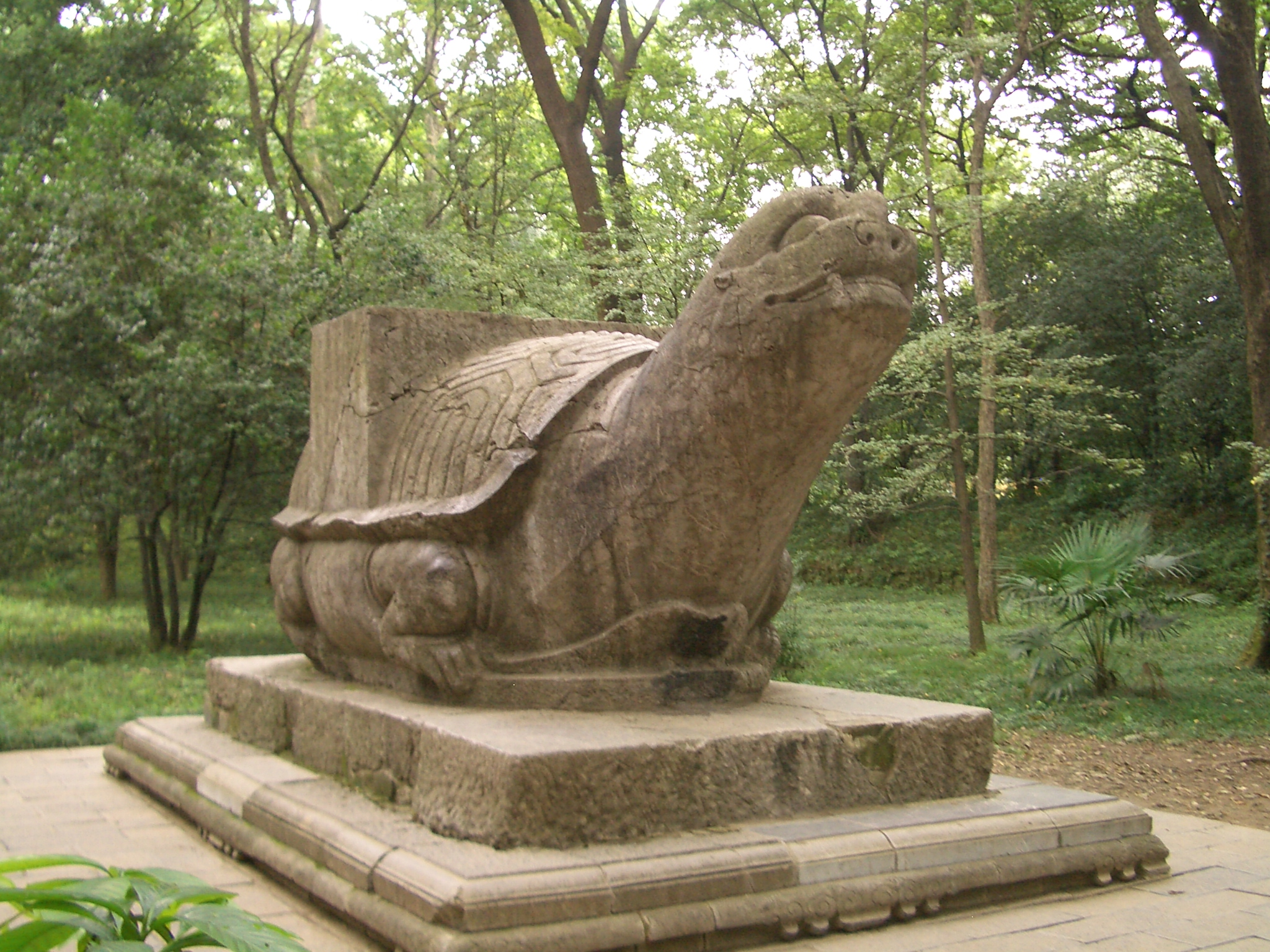
La tartaruga di pietra
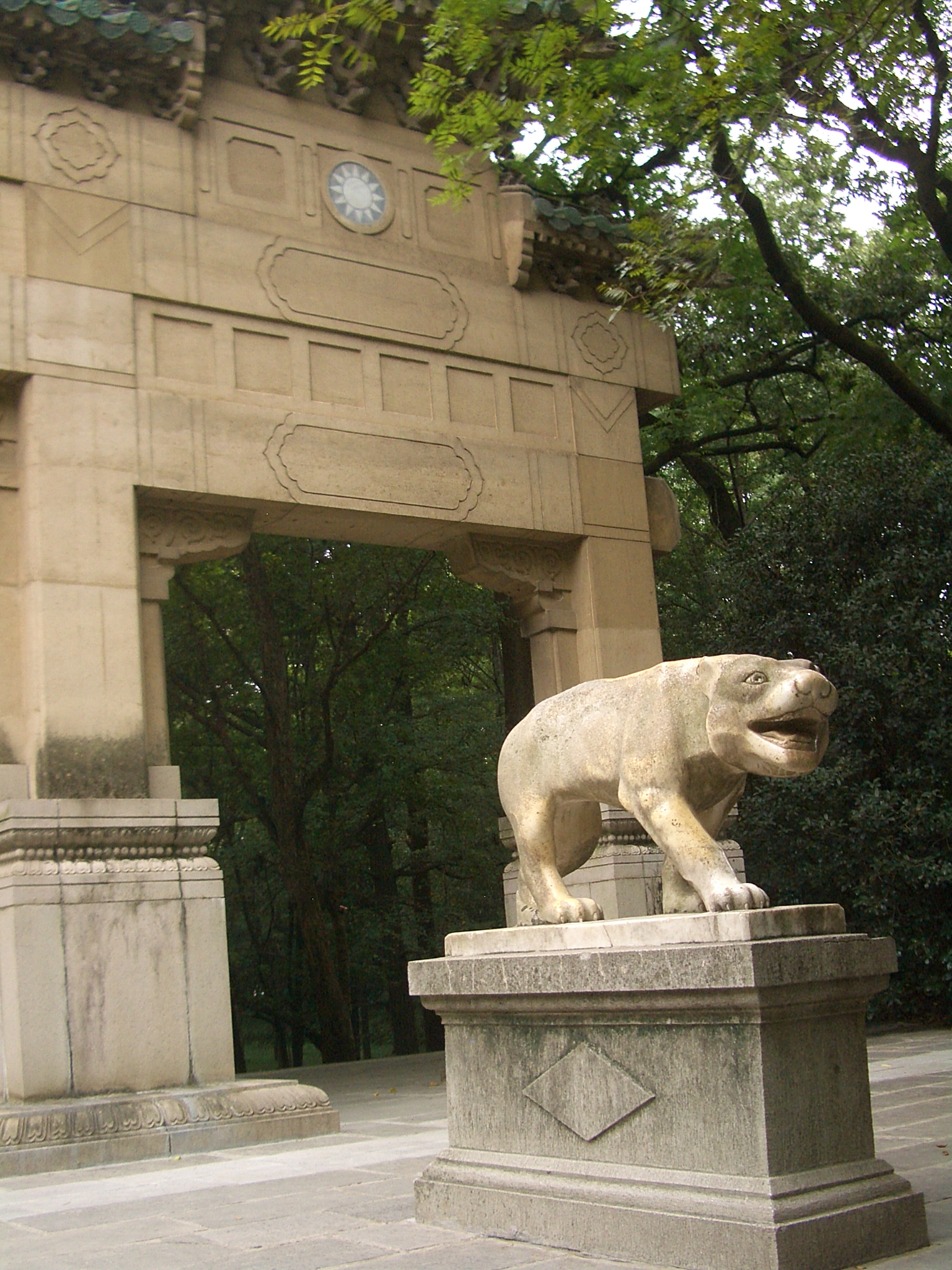
Uno dei due pixiu a guardia dell'ingresso del Tempio di Linggu